# Grainville-la-Teinturière
Grainville-la-Teinturière é uma comuna francesa na região administrativa da Normandia, no departamento de Sena Marítimo. Estende-se por uma área de 18,41 km². Em 2010 a comuna tinha 1 099 habitantes (densidade: 59,7 hab./km²).
A comuna é conhecida pelo seu Museu de Jean de Béthencourt, que evoca a história deste senhor de Grainville-la-Teinturière que em 1402 empreendeu, por conta própria, a conquista das ilhas Canárias e acabou recebendo o título de rei das Canárias.